# Eugen Neagoe
Eugen Neagoe (né le 22 août 1967 à Cornu) est un entraîneur et un joueur de football roumain devenu entraîneur.

## Biographie

### Carrière en club
Eugen Neagoe évolue en Roumanie, en Hongrie, à Chypre, et en Grèce.
Il dispute deux matchs en Ligue des champions, deux en Coupe de l'UEFA, et cinq en Coupe des coupes.

### Carrière d'entraîneur
Après avoir raccroché les crampons, il entraîne de nombreux clubs, principalement en Roumanie.

## Palmarès

### Avec leCS Universitatea Craiova
- Champion de Roumanie en 1991
- Vainqueur de la Coupe de Roumanie en 1991

### Avec leFC Universitatea Craiova
- Vice-champion de Roumanie en 1994
- Vainqueur de la Coupe de Roumanie en 1993
- Finaliste de la Coupe de Roumanie en 1994

### Avec leFerencváros
- Champion de Hongrie en 1995
- Vainqueur de la Coupe de Hongrie en 1995
- Vainqueur de la Supercoupe de Hongrie en 1995

### Avec l'Omonia Nicosie
- Finaliste de la Coupe de Chypre en 1997